# Copris punctipennis
Copris punctipennis là một loài bọ cánh cứng trong họ Bọ hung (Scarabaeidae).